# Leah Pinsent

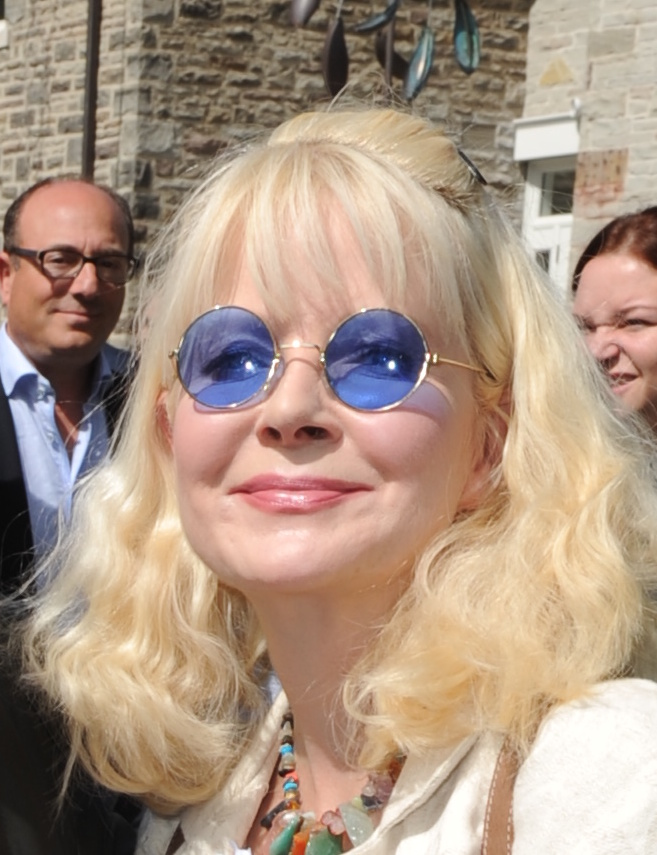
Leah Pinsent (2013)

Leah Pinsent (* 20. September 1968 in Toronto, Ontario) ist eine kanadische Schauspielerin und Synchronsprecherin. Einem breiten Publikum wurde sie durch ihre Rolle in der Fernsehserie Made in Canada bekannt.

## Leben
Pinsent wurde am 20. September 1968 als Tochter des kanadischen Schauspielers Gordon Pinsent und der kanadischen Schauspielerin Charmion King in Toronto geboren. In erster Ehe war sie vom 14. Oktober 1991 bis zum 1. November 2002 mit dem US-amerikanischen Schauspieler und Drehbuchautor Michael Capellupo liiert. Sie ist mit Peter Keleghan verheiratet.
Sie gab 1984 in The Bay Boy ihr Schauspieldebüt. Für ihre Leistungen wurde sie für den Genie Award als beste Nebendarstellerin nominiert. In den nächsten Jahren folgten weitere Filmproduktionen, überwiegend Fernsehfilme, sowie Episodenrollen in verschiedenen Fernsehserien. Dadurch konnte sie sich in Kanada als Schauspielerin etablieren. Ab 1998 stellte sie die Rolle der Veronica Miller in der Fernsehserie Made in Canada dar. Bis 2003 mimte sie den Charakter, der zu den Hauptrollen gehörte, in insgesamt 65 Episoden. 2000 war sie im deutschen Fernsehfilm 20.13 – Mord im Blitzlicht in der Rolle der Eva zu sehen. Im Folgejahr verkörperte sie die Rolle der Sara Lundattir im Katastrophenfernsehfilm Flug 534 – Tod über den Wolken. 2007 stellte sie die wiederkehrende Rolle der Dr. Ann Turnbull in der Fernsehserie ReGenesis dar. In den darauf folgenden Jahren reduzierten sich ihre Mitwirkungen. 2014 wirkte sie in drei Episoden der Miniserie The Best Laid Plans als Petra Borschart mit. 2022 spielte sie die Rolle der Hallsy Harrison in Ich. Bin. So. Glücklich..
Pinsent ist ebenfalls als Synchronsprecherin tätig und lieh ihre Stimme unter anderen in den Zeichentrickfernsehserien Funpak, Geheimcode: Gittigitt sowie Mysticons. 

## Filmografie (Auswahl)

### Schauspiel
- 1984: The Bay Boy
- 1986: Die Horror Party (April Fool’s Day)
- 1988: Glory Enough for All (Fernsehfilm)
- 1988: Shades of Love: The Emerald Tear (Fernsehfilm)
- 1989: Blutiger Ruhm (Brutal Glory)
- 1990: Haute tension (Fernsehserie, 1 Episode)
- 1990: Harry und Davy (The Little Kidnappers, Fernsehfilm)
- 1991: Tropical Heat (Sweating Bullets, Fernsehserie, Episode 2x06)
- 1992: Beyond Reality (Fernsehserie, Episode 1x16)
- 1992: Mord ist ihr Hobby (Murder, She Wrote, Fernsehserie, Episode 9x01)
- 1994: Side Effects – Nebenwirkungen (Side Effects, Fernsehserie, Episode 1x04)
- 1996: Dick Richards (Kurzfilm)
- 1996: Spill – Tödlicher Virus (Virus)
- 1997: Liebe zwischen Lüge und Betrug (Lies He Told, Fernsehfilm)
- 1997: PSI Factor – Es geschieht jeden Tag (PSI Factor – Chronicles of the Paranormal, Fernsehserie, Episode 1x17)
- 1998: More Tears (Fernsehserie)
- 1998–2003: Made in Canada (Fernsehserie, 65 Episoden)
- 1999: Win, Again! (Fernsehfilm)
- 2000: Im Auftrag der Toten (Waking the Dead)
- 2000: 20.13 – Mord im Blitzlicht (Fernsehfilm)
- 2001: All Souls (Fernsehserie, Episode 1x06)
- 2001: Flug 534 – Tod über den Wolken (Rough Air: Danger on Flight 534, Fernsehfilm)
- 2002: A Promise (Kurzfilm)
- 2002: Escape from the Newsroom (Fernsehfilm)
- 2004: Burnt Toast: The Traffic Jam (Kurzfilm)
- 2005: This Is Wonderland (Fernsehserie, Episode 2x12)
- 2005: Our Fathers (Fernsehfilm)
- 2005: Burnt Toast (Fernsehfilm)
- 2006: Heyday! (Fernsehfilm)
- 2006: Puppets Who Kill (Fernsehserie, Episode 4x10)
- 2006: 1st Bite
- 2007: ReGenesis (Fernsehserie, 5 Episoden)
- 2008: Eating Buccaneers
- 2010: Love Letters (Fernsehfilm)
- 2010: Republic of Doyle – Einsatz für zwei (Republic of Doyle, Fernsehserie, Episode 1x06)
- 2011: 18 to Life (Fernsehserie, Episode 2x07)
- 2011: The Bend
- 2011; 2021; 2024: Murdoch Mysteries – Auf den Spuren mysteriöser Mordfälle (Murdoch Mysteries, Fernsehserie, 3 Episoden, verschiedene Rollen)
- 2012: Sunshine Sketches of a Little Town (Fernsehfilm)
- 2012: Flashpoint – Das Spezialkommando (Flashpoint, Fernsehserie, Episode 5x10)
- 2014: The Best Laid Plans (Miniserie, 3 Episoden)
- 2014: Kopf über Wasser (Wet Bum)
- 2014: Big News from Grand Rock
- 2022: Wickensburg
- 2022: Ich. Bin. So. Glücklich. (Luckiest Girl Alive)

### Synchronisationen
- 2005: Funpak (Zeichentrickserie)
- 2007: Geheimcode: Gittigitt (Grossology, Zeichentrickserie, Episode 1x19)
- 2018: Mysticons (Zeichentrickserie, Episode 2x17)